# Kilfenora
Kilfenora (Iers:Cill Fhionnúrach) is een klein dorp in County Clare in Ierland, net ten zuiden van de Burren. Bij de volkstelling in 2011 telde het dorp 459 inwoners.
Het dorp ontleent veel van zijn hedendaagse bekendheid aan de Kilfenora Ceili Band en de sitcom Father Ted, waarvan veel opnamen in of bij Kilfenora plaatsvonden.

## Bisdom

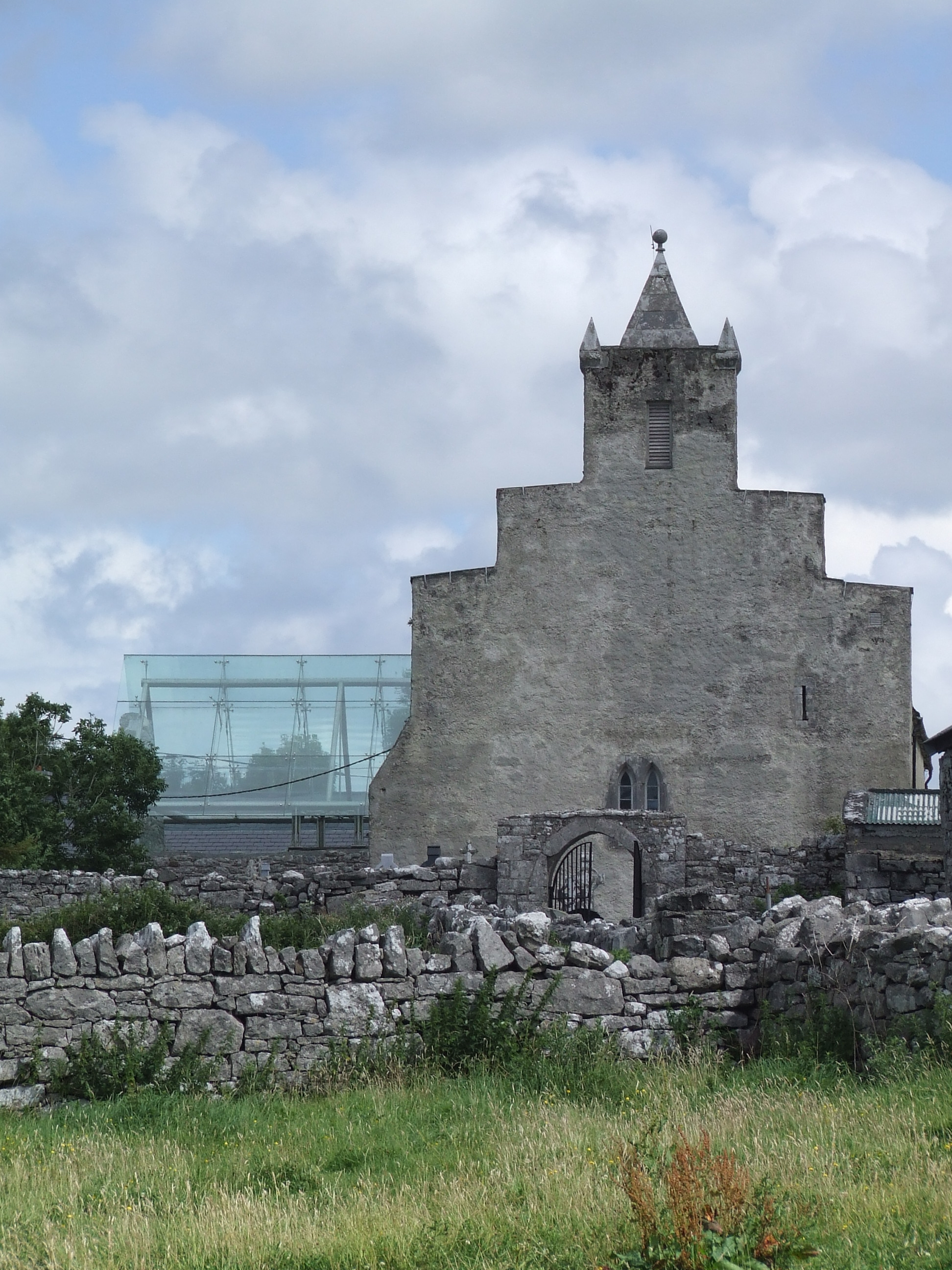
Kathedrale kerk van het Bisdom Kilfenora, deels een ruïne. Het noordelijke transept is in 2005 voorzien van een glazen dak teneinde de daar bewaarde zeer oude Keltische kruizen te beschermen

Binnen de katholieke kerk is het formeel nog steeds een onafhankelijk bisdom in de kerkprovincie Cashel. Dit bisdom is opgericht in 1132 en erkend door de Synode van Kells in 1152. Het oorspronkelijke bisdom was ontstaan uit het klooster dat door Sint Fachanan in de 6e eeuw is gesticht.
Door de reformatie en vervolging van katholieken is de zetel lang niet bezet geweest, tot deze in 1750 samengevoegd werd met het bisdom Kilmacduagh in de kerkprovincie Tuam. Als gevolg daarvan is de bisschop van Galway en Kilmacduagh, ontstaan na een samenvoeging in 1883, formeel slechts de apostolisch administrator. van het bisdom Kilfenora.
Tijdens de reformatie is er tevens een bisdom van de Church of Ireland met dezelfde naam ontstaan, waaronder ook de oude kathedraal in Kilfenora kwam te vallen. Na verschillende samenvoegingen valt het voormalige bisdom Kilfenora nu onder het Bisdom Limerick en Killaloe.